# Gangi-kozō

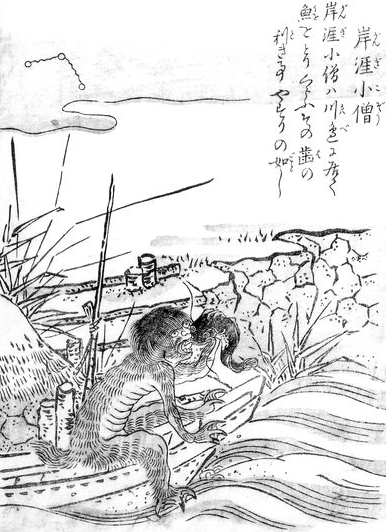
Ein Gangi-kozō, wie er in Sekiens Konjaku Hyakki Shūi erscheint.

Gangi-kozō (岸涯小僧; „Flussufer-Junge“) ist der Name eines fiktiven Wesens der japanischen Folklore. Er gehört zur Gruppe der Yōkai (妖怪; „Dämonen“) und gilt als „bizarr, aber harmlos“.

## Beschreibung
Der Gangi-kozō erscheint der Überlieferung nach mit der Gestalt eines kleinen Jungen von etwa sechs bis acht Jahren. Er soll gänzlich in Flussotterfell gehüllt sein und Krallen an Händen und Füßen haben. Seine Zähne werden als „spitz wie Raspeln“ beschrieben. Der Legende nach hause er nahe Flussufern im Wasser, wo er Jagd auf große Fische macht. Normalerweise meide er die Nähe der Menschen, Begegnungen mit ihm seien daher selten. Fischer, die ihn zufällig entdeckten, würden ihm gelegentlich etwas von ihrem Fang abgeben. Einen beidseitigen Nutzen scheint es allerdings nicht zu geben.

## Hintergrund
Der Gangi-kozō ist vermutlich eine Erfindung des Kyōka-Poeten und Ukiyo-e-Künstlers Toriyama Sekien. In seinem Werk Konjaku Hyakki Shūi (今昔百鬼拾遺; „100 Dämonen von einst und jetzt, Fortsetzung“) aus dem Jahr 1780 finden sich eine Abbildung sowie eine interessante Anmerkung. Dieser ist zu entnehmen, dass Sekien sich mit dem Namen des Wesens ein pfiffiges Wortspiel erlaubt: Gangi (岸涯) ist im Japanischen sowohl die Bezeichnung für eine spezielle, scharfzähnige Feile, die Teppichmacher verwendeten, als auch für einen steinernen Anlegepier. Während Ersteres auf die scharfen Zähne des Gangi-kozō verweist, deutet Letzteres auf das vorgebliche Habitat des Wesens (nämlich Flussufer) hin. Der Gangi-kozō weist frappierende Ähnlichkeiten mit dem in Japan berühmten Yōkai Kappa (河童; „Flusskind“) auf. Kappas werden nicht nur ähnlich in Aussehen und Verhalten beschrieben, ihnen wird nachgesagt, dass ihnen während bestimmter Jahreszeiten Fell oder Grasalgen wachsen würden. Ein wichtiger Unterschied zwischen Kappa und Gangi-kozō sei allerdings, dass Ersterer eine Delle auf dem Kopf habe, die ständig mit Wasser gefüllt sei. Der Gangi-kozō habe so etwas nicht.